# デビットカード
デビットカード（英: debit card）は、預金口座と紐付けられた決済用カードである。金融機関（一般的に銀行）が発行し、このカードで決済すると代金が即時に口座から引き落とされる仕組み。「デビット」は英語で「借方」の意味。

## 概要
あらかじめ設定した銀行等の預金口座から代金をリアルタイムで引き落としを行う。キャッシュカードを決済カードとして利用するタイプのものと別途決済専用カードを発行する2種類がある。
クレジットカードと異なり、原則として口座残高を超えない範囲で使用できるが、当座貸越やカードローンと組み合わせて残高以上の決済承認を求められた場合に自動融資できるサービスを行っている金融機関もある。
原則として発行に際して審査を行わないカードが多い（一部の立替を利用できるJCBブランドは審査あり）。
そのため、デビットカードのほとんどは、自己破産者や未成年者、無職の者など、クレジットカードの与信が通らない者でも発行することができる。
| カードの種類     | 決済種別 | 備考                     |
| ---------------- | -------- | ------------------------ |
| クレジットカード | 事後決済 | 要審査                   |
| デビットカード   | 即時決済 | 無審査とするカードが多い |
| プリペイドカード | 事前決済 | 無審査・口座不要         |

口座の預金額以上には使用できないことから、子どもの小遣い用にデビットカードを持たせる事例もあり、発行可能年齢もクレジットカードよりも低く設定されていることが多い。なお、使用可能な店舗を保護者が指定、管理できる小遣い用デビットカードのサービスを提供するフィンテックベンチャーも存在している。
デビットカードによっては、クレジットカードと同様に決済額に応じてポイント付与がされることがある。

## デビットカードの種類

### 比較表
| デビットカードの種類 | デビットカードの種類 | 決済機構                                                         | 地域・加盟店数                                   | 備考 |
| -------------------- | -------------------- | ---------------------------------------------------------------- | ------------------------------------------------ | --- |
| 国際ブランドデビット | Visa                 | Visa                                                             | 世界3,800万か所                                  | 「VISA ELECTRON」や「PLUS」は姉妹ブランド                                                                                          |
| 国際ブランドデビット | Mastercard           | Mastercard                                                       | 世界3,810万か所                                  | 「Maestro」や「Cirrus」は姉妹ブランド                                                                                              |
| 国際ブランドデビット | AMEX                 | AMEX                                                             |                                                  | 「JCB」ネットワークにも接続されている。                                                                                            |
| 国際ブランドデビット | JCB                  | JCB                                                              | 世界2,700万か所                                  | 「Cirrus」ネットワークにも接続されているが、2020年以降発行の場合は、裏面にCirrusマークが表示されない場合があり、その場合は非対応。 |
| その他の主なデビット | 銀聯 (UnionPay)      | 中国銀聯                                                         | 世界5,000万か所（うち中華人民共和国に300万か所） | ディスカバーカードと加盟店相互解放                                                                                                 |
| その他の主なデビット | EFTPOS               | Eftpos Payments Australia Ltd Paymark Limited EFTPOS New Zealand | オーストラリア・ニュージーランドに約82万か所     | |
| その他の主なデビット | Interac              | Interac                                                          | カナダに45万か所                                 | 「Google Pay」と「Apple Pay」、「Samsung Pay」でも使用可能                                                                         |
| その他の主なデビット | J-Debit              | 日本電子決済推進機構                                             | 日本に45万か所                                   | 利用可能時間に制限あり |

VisaやMastercardなどの国際ブランドは、クレジットカードだけではなくデビット・プリペイドカード発行各社にも広く自社ブランドと決済機構を提供している。そのため、各ブランドの加盟店であれば原則としてクレジットとの区別なく決済ができる。ただし、利用の都度残高照会（クレジットカードでいう信用照会）が必要なため、残高照会を行わない形態での取引（インプリンタによる決済、有料道路の料金所やガソリンスタンドでの支払い、公共料金の月額利用料の支払い）では利用できない。

### 国際ブランド（Visa・Mastercardなど）
北米・欧州・オーストラリアなどでは、キャッシュカード（英：ATM card、Bank card）の大半にVisaやMastercardといった国際ブランドの決済機能が標準で搭載されており、デビットカードとして利用できる。
日本でも、ネット系銀行や一部の都市銀行を中心にキャッシュカードにVISA・JCBデビットカード機能を持たせたものを発行している。
そのため、こうした国々ではデビットカードの普及や利用が進んでいる。アメリカ合衆国を例にすると、カード決済（国際ブランドがついたプリペイド、デビット、もしくはクレジットカードによる決済）のうち、決済件数ベースでもっとも普及しているのはデビットカードであり、非現金決済の35%に達する（クレジットは20%、プリペイドは5%）
これらには、サブプライム問題でクレジットカードが使えなくなった経済的な困窮者層がデビットカードを積極的に利用しているという背景がある。
また、こうしたデビットカードで決済を行う際、レジで自分の口座から現金を引き出す（キャッシュアウト）サービスが提供されている国もある。
キャッシュアウトサービスでは、手数料が高額にはなるが、日本発行のデビットカードでも現地ATMで日本国内の口座から両替する形で現地通貨を引き出すことができる。
オーストラリアなど一部の国では、デビットカードでの支払い時に利用者が自ら普通預金・当座預金・クレジットのどれを利用して支払うのかを選択する形態を取っている。
ちなみに、店舗やオンライン通販などでクレジットカード等と表記されているところでも、国際ブランドのデビットカードは利用可能である。
ただし、一部の定期購入等を要する商品やサービスにはデビットカードの番号を入力してとエラーが出て利用することができない。

## 国別状況

### オーストラリア
- EFTPOS（英語版）

### カナダ
- Interac（英語版）

### 韓国
- 直払カード

### 朝鮮民主主義人民共和国（北朝鮮）
2005年に「実利」が開始されたもののその後に登場したプリペイド主体の電子マネー「ナレ」（朝鮮民主主義人民共和国貿易銀行発行）が高度に普及しており、実利は主要な決済手段になっていない。ナレにも銀行口座紐付けカードがあるとみられるが実態は不明。かつては国際ブランドの加盟店も見受けられたが（ホテル、百貨店等）、1990年代以降、理由は不明ながら使えなくなっている。
- 実利（東北アジア銀行、2005年）

### デンマーク
- Dankort

### 日本
21世紀に入って、国際ブランドのデビット機能つきキャッシュカードの提供が増えている。個人向け、法人および個人事業主向けに区別を設けているものがある。

ブランド別の発行銀行一覧
- Visaデビット
- デビット Mastercard
- JCBデビット
- UnionPay

| 発行者                              | ブランド（決済機構） | カード名称                                               | 年会費(円)                                                                             | 国外取扱事務手数料(%)                     | 3Dセキュア | 審査                   | その他 |
| ----------------------------------- | -------------------- | -------------------------------------------------------- | -------------------------------------------------------------------------------------- | ----------------------------------------- | ---------- | ---------------------- | --- |
| スルガ銀行 (VJA)                    | Visa                 | SURUGA VISAデビットカード                                | 無料                                                                                   | 3.000                                     | あり       | あり                   | JR東海、JR西日本、JR九州のスマートEXの決済手段に対応。三井住友カードにカード業務を委託。 |
| 楽天銀行                            | Visa                 | 楽天銀行VISAデビットカード（旧・楽天銀行デビットカード） | 無料/2,160/5,400                                                                       | 3.080                                     | あり       | なし                   | ゴールドカードが存在する。VISA/JCB 重複契約時は、先に申し込んだカードが無効になる。2018年3月より、Visaのタッチ決済(Visa Contactless)搭載 |
| PayPay銀行                          | Visa                 | Visaデビットカード                                       | 無料                                                                                   | 3.020                                     | あり       | なし                   | 個人口座でファミマTカード以外の決済時、JNBスターを付与。JR東海、JR西日本のスマートEXの決済手段に対応。 2018年11月13日以降口座開設申込分からVisa Contactless搭載 |
| りそな銀行                          | Visa                 | りそなデビットカード（オリジナル / JMB / プレミアム）    | 無料                                                                                   | 2.500                                     | あり       | なし                   | 2017年10月発行分よりVisa Contactless搭載 |
| あおぞら銀行                        | Visa                 | あおぞらキャッシュカード・プラス                         | 無料                                                                                   | 2.570                                     | あり       | なし                   | キャッシュカードとしてはIC非対応 |
| 埼玉りそな銀行                      | Visa                 | りそなデビットカード（オリジナル / JMB / プレミアム）    | 無料                                                                                   | 2.500                                     | あり       | なし                   | 2017年10月発行分よりVisa Contactless搭載 |
| 三菱UFJ銀行                         | Visa                 | 三菱UFJデビット（VISA）                                  | 無料                                                                                   | 3.000                                     | あり       | なし                   | JR東海、JR西日本、JR九州のスマートEXの決済手段に対応。NICOSカードのインフラを使用。 |
| 関西みらい銀行                      | Visa                 | りそなデビットカード（オリジナル / JMB / プレミアム）    | 無料                                                                                   | 2.500                                     | あり       | なし                   | 2017年10月発行分よりVisa Contactless搭載 |
| イオン銀行                          | Visa                 | イオンデビットカード                                     | 無料                                                                                   | 1.600                                     | あり       | あり                   | 銀行システム停止時や、預金口座残高が不足している場合に、10万円を限度に利用金額を立て替えるバックアップサービスあり。Visa Contactless搭載 |
| 琉球銀行                            | Visa                 | りゅうぎんVisaデビットカード                             | 500+税                                                                                 | 不明                                      | あり       | なし                   | |
| ソニー銀行                          | Visa                 | Sony Bank WALLET                                         | 無料                                                                                   | 1.760                                     | あり       | なし                   | 外貨預金（10 通貨）決済対応。VISA加盟店でショッピングをした場合で、外貨普通預金口座から全額支払う場合は手数料はかからない。「タカシマヤプラチナデビットカード（年会費30,000+税）」を2017年10月9日から会員募集を開始。2019年9月19日からVisa Contactless搭載。JR東海、JR西日本、JR九州のスマートEXの決済手段に対応。Apple Pay対応。Google Pay対応。 |
| 住信SBIネット銀行                   | Visa                 | Visaデビット付キャッシュカード                           | 無料                                                                                   | 決済方法による                            | あり       | なし                   | 外貨預金（米ドル）決済対応。Visa Contactless搭載 |
| 北國銀行                            | Visa                 | 北國Visaデビットカード                                   | 契約による                                                                             | 3.0（税込）                               |            | なし                   | Visa Contactless搭載。北國ETCカードの発行が可能。 |
| 三井住友銀行、三井住友カード        | Visa                 | SMBCデビット(国際ブランド(Visa)付きデビットカード)       | 無料                                                                                   | 3.05                                      | あり       | なし                   | 国際キャッシュカードサービス対応のカードを発行している口座に対しては発行できない。この場合は、これらのサービスを解除するか、別途の普通預金口座に対して発行するかの方法をとる必要がある。2017年7月10日にVisa Contactlessおよび「iD」の非接触IC決済サービスが搭載された「SMBC デビット」を発行。2018年3月1日からVISAデビット一体型キャッシュカードの取扱開始。Google Payに対応しており、「iD」が利用できる。ただし、iDデビットでの利用となるため注意。JR東海、JR西日本のスマートEXの決済手段に『非対応』なので注意を要する |
| 三井住友銀行、三井住友カード        | Visa                 | Oliveフレキシブルペイ                                    | 一般 無料/ゴールド 5,500/プラチナP 33,000 (ゴールドとプラチナプリファードは初年度無料) | クレジット 2.20デビット 3.05ポイント 4.07 | あり       | クレジットモードはあり | クレジット、デビット、ポイント払いを切り替えて決済が可能。国際キャッシュカードサービス対応のカードを発行している口座に対しては発行できない。この場合は、これらのサービスを解除するか、別途の普通預金口座に対して発行するかの方法をとる必要がある。クレジットモードの審査が否決された場合でも選んだランクのデビットカードとして発行されて、ゴールドやプラチナPの場合は年会費が必要となる。物理カードにVisa Contactless搭載。Google Pay及びApple Payに対応しており、Visa Contactlessおよび「iD」が利用できる。ただし、iDの部分に関しては強制的にデビット決済となるので、注意が必要である。JR東海、JR西日本のスマートEXの決済手段に対応している。プラチナPはVPCC並びに空港ラウンジ等を利用可能。 |
| 西日本シティ銀行、九州カード        | Visa                 | NCBデビット(Visa)                                        | 利用金額による                                                                         | 無料                                      | 不明       | 不明                   | Google Payに対応しており、「iD」が利用できる。ただし、iDデビットでの利用となるため注意。 |
| 常陽銀行(三菱UFJニコス)             | Visa                 | JOYO CARD Debit（Visa デビットカード）                   | 1,080                                                                                  | 3.000                                     | あり       | あり                   | DCカードのシステムを使用している。 |
| 北陸銀行、北陸カード                | Visa                 | ほくぎんVisaデビット                                     | 1,080                                                                                  | 不明                                      | 不明       | なし                   | Google Payに対応しており、「iD」が利用できる。ただし、iDデビットでの利用となるため注意。 |
| 北國銀行                            | Visa                 | 北國 Visa 法人デビットカード                             | クラシック 無料/ゴールド1枚目5,400円、2枚目以降無料                                    | 不明                                      | 不明       | なし                   | 年会費無料の「北國 ETC カード」の発行も可能 |
| みずほ銀行                          | Visa                 | みずほビジネスデビット                                   | 無料                                                                                   | 不明                                      | ○          | なし                   | 法人・個人事業主・任意団体が対象。カードは最大10枚まで発行可能。カード発行手数料は1枚目無料（2枚目以降1,000円+税）。Visa Contactless搭載 |
| 滋賀銀行 (三菱UFJニコス)            | Visa                 | 『しがぎん』Visaデビットカード                           | 1,250+税                                                                               | 不明                                      | 不明       | 不明                   | 申込時の年齢が15歳以上の滋賀銀行普通預金口座を保有している個人または個人事業主であることが条件。DCカードのシステムを使用している。 |
| 福井銀行 (三菱UFJニコス)            | Visa                 | ふくぎんVisaデビットカード                               | 1,000+税                                                                               | 不明                                      | 不明       | なし                   | DCカードのシステムを使用している。 |
| りそな銀行                          | Visa                 | りそなビジネスデビットカード                             | 利用状況による                                                                         | 不明                                      | あり       | なし                   | Visa Contactless搭載。法人および個人事業主向けデビットカード |
| 埼玉りそな銀行                      | Visa                 | りそなビジネスデビットカード                             | 利用状況による                                                                         | 不明                                      | あり       | なし                   | Visa Contactless搭載。法人および個人事業主向けデビットカード |
| 関西みらい銀行                      | Visa                 | りそなビジネスデビットカード                             | 利用状況による                                                                         | 不明                                      | あり       | なし                   | Visa Contactless搭載。法人および個人事業主向けデビットカード |
| 北海道銀行、道銀カード              | Visa                 | 道銀Visaデビット                                         | 540+税                                                                                 | 不明                                      | 不明       | なし                   | Google Payに対応しており、「iD」が利用できる。ただし、iDデビットでの利用となるため注意。 |
| GMOあおぞらネット銀行               | Visa                 | Visaデビット付キャッシュカード                           | 無料                                                                                   | 3.02                                      | あり       | なし                   | Visa Contactless搭載 |
| 愛知銀行 (三菱UFJニコス)            | Visa                 | 愛銀Visaデビット                                         | 1,000+税                                                                               | 不明                                      | 不明       | なし                   | Visa Contactless搭載。DCカードのシステムを使用している。 |
| 大光銀行 (三菱UFJニコス)            | Visa                 | 大光Visaデビットカード                                   | 1,000+税                                                                               | 不明                                      | 不明       | なし                   | Visa Contactless搭載。DCカードのシステムを使用している。 |
| 中京銀行 (三菱UFJニコス)            | Visa                 | 中京Visaデビットカード                                   | 1,000+税                                                                               | 不明                                      | 不明       | なし                   | DCカードのシステムを使用している。 |
| 岩手銀行 (三菱UFJニコス)            | Visa                 | いわぎんデビットカードSakuSaku！                         | 1,000+税                                                                               | 不明                                      | 不明       | なし                   | DCカードのシステムを使用している。 |
| SMBC信託銀行 (VJA)                  | Visa                 | GLOBAL PASS®(多通貨Visaデビット一体型キャッシュカード)   | 無料                                                                                   | 不明                                      | 不明       | なし                   | 18通貨対応。Visa Contactlessおよび「iD」の非接触IC決済サービスが搭載。三井住友カードにカード業務を委託。 |
| 三菱UFJ銀行                         | Visa                 | 三菱UFJ-VISAビジネスデビット                             | 無料                                                                                   | 不明                                      | 不明       | なし                   | |
| 山梨中央銀行 (三菱UFJニコス)        | Visa                 | My Debit（山梨中銀Visa デビット）                        | 1,100                                                                                  | 不明                                      | 不明       | なし                   | DCカードのシステムを使用している。 |
| 千葉銀行                            | Visa                 | TSUBASAちばぎんVisaデビットカード                        | 一般 無料/ゴールド 11,000/プラチナ 110,000                                             | 不明                                      | 不明       | なし                   | Visa Contactless搭載。 |
| 伊予銀行 (三菱UFJニコス)            | Visa                 | 伊予銀行Visaデビット                                     | 利用状況による                                                                         | 不明                                      | 不明       | 不明                   | 12歳以上の伊予銀行口座保有者向け。Visa Contactless搭載。DCカードのシステムを使用している。 |
| みなと銀行                          | Visa                 | りそなデビットカード(Visa)                               | 無料                                                                                   | 不明                                      | 不明       | 不明                   | Visa Contactless搭載 |
| みなと銀行                          | Visa                 | りそなビジネスデビットカード                             | 利用状況による                                                                         | 不明                                      | 不明       | 不明                   | Visa Contactless搭載 |
| ゆうちょ銀行 (VJA)                  | Visa                 | ゆうちょデビット                                         | 無料                                                                                   | 3.0                                       | あり       | なし                   | Visa Contactless搭載。三井住友カードにカード業務を委託。 |
| 足利銀行                            | Visa                 | あしぎんVisaデビット                                     | 利用状況による                                                                         | 不明                                      | 不明       | 不明                   | Visa Contactless搭載 |
| 静岡銀行                            | Visa                 | しずぎん Visa デビットカード                             | 一般 無料/ゴールド 11,000                                                              | 不明                                      | 不明       | 不明                   | Visa Contactless搭載。MUFGカードのインフラを使用。 |
| 静岡銀行                            | Visa                 | しずぎん Visa ビジネスデビットカード                     | 一般 無料/ゴールド 11,000                                                              | 不明                                      | 不明       | 不明                   | Visa Contactless搭載。MUFGカードのインフラを使用。 |
| 千葉銀行                            | JCB                  | ちばぎんスーパーカード<デビット>                         | 432/1,350/10,800                                                                       | 3.000                                     | 不明       |                        | Apple Pay対応。Google Pay対応。 |
| 大垣共立銀行、OKBペイメントフラット | JCB                  | OKBデビットカード（JCB）                                 | 1,080                                                                                  | 3.000                                     | 不明       |                        | Apple Pay対応。Google Pay対応。 |
| 北洋銀行                            | JCB                  | 北洋 - JCBデビット                                       | 540                                                                                    | 3.000                                     | 不明       |                        | Apple Pay対応。Google Pay対応。 |
| 楽天銀行                            | JCB                  | 楽天銀行デビットカード（JCB）                            | 無料                                                                                   | 3.080                                     | あり       |                        | JCBコンタクトレス機能搭載。2015年4月よりデビットカード未精算で支払いが完了しない場合は株式会社日本信用情報機構 (JICC) に信用情報が登録される |
| 楽天銀行                            | JCB                  | 楽天銀行ビジネスデビットカード（JCB）                    | 1,080                                                                                  | 3.080                                     | あり       |                        | [ 14 ] |
| 楽天銀行JREバンクデビットカード     | JCB                  | JREバンクデビットカード                                  | 無料                                                                                   | 不明                                      | なし       | なし                   | 楽天銀行の支店であるJREバンク独自カードとなっており新規口座が必須、楽天ポイントではなくJREポイントが貯まる。 |
| 山口銀行                            | JCB                  | ワイエムデビットJCB                                      | 1,250+税/10,000+税                                                                     | 不明                                      | 不明       |                        | Apple Pay対応。Google Pay対応。 |
| もみじ銀行                          | JCB                  | ワイエムデビットJCB                                      | 1,250+税/10,000+税                                                                     | 不明                                      | 不明       |                        | Apple Pay対応。Google Pay対応。 |
| 北九州銀行                          | JCB                  | ワイエムデビットJCB                                      | 1,250+税/10,000+税                                                                     | 不明                                      | 不明       |                        | Apple Pay対応。Google Pay対応。 |
| 東邦銀行                            | JCB                  | 東邦銀行Alwaysデビットカード（JCB）                      | 無料                                                                                   | 不明                                      | あり       |                        | 2017年10月2日より、「JCB見守りメール」サービスの募集を開始。Apple Pay対応。Google Pay対応。 |
| イオン銀行                          | JCB                  | イオン銀行CASH+DEBIT                                     | 無料                                                                                   | 1.600                                     | あり       |                        | WAON 標準搭載。イオンカードの一種として扱われており、ポイントや会員特典等が共通になっている。 |
| 福岡銀行                            | JCB                  | - Debit+nimoca - Debit+SUGOCA - Debit+                   | 契約や利用状況による                                                                   | 不明                                      | 不明       |                        | nimoca 搭載の有無を選択可能。申し込み時点で、紐付けするキャッシュカードの発行がされた口座必要だが、インターネット支店の口座でも利用可能。2017年8月10日より、Debit+SUGOCAの募集を開始。Apple Pay対応。Google Pay対応。 |
| セブン銀行                          | JCB                  | セブン銀行デビット付きキャッシュカード                   | 無料                                                                                   | 3.000                                     | あり       |                        | JCBにカード業務全般を委託。My JCBが利用可能。nanaco 搭載型と非搭載型の選択が可能。2023年11月1日より、JCBコンタクトレス機能搭載。 |
| 愛媛銀行                            | JCB                  | ひめぎんJCBデビット                                      | 1,350                                                                                  | 不明                                      | 不明       |                        | JCBコンタクトレス機能搭載。Apple Pay対応。Google Pay対応。 |
| 西日本シティ銀行 、九州カード       | JCB                  | NCBデビット(JCB)                                         | 利用金額による                                                                         | 不明                                      | 不明       |                        | Apple Pay対応。Google Pay対応。 |
| みずほ銀行                          | JCB                  | みずほJCBデビット                                        | 無料                                                                                   | 3.4                                       | あり       |                        | 単体型とキャッシュカード一体型がある。一体型の取り扱い開始とともに年会費無料に改定。Apple Pay対応。Google Pay対応。 |
| 紀陽銀行                            | JCB                  | 紀陽JCBデビットカード                                    | 一般1,000+税/家族500+税                                                                | 不明                                      | 不明       |                        | Apple Pay対応。Google Pay対応。 |
| 北陸銀行 、北陸カード               | JCB                  | ほくぎんJCBデビット                                      | 1,080                                                                                  | 不明                                      | 不明       | なし                   | Apple Pay対応。Google Pay対応。 |
| 七十七銀行                          | JCB                  | 七十七JCBデビット                                        | 一般1,250+税/ゴールド10,000+税                                                         | 4.6                                       | あり       | なし                   | Apple Pay対応。Google Pay対応。 - 一般カードは、利用状況などにより年会費の減免を行う。 - 海外ATMでの現地通貨による現金引出手数料は、当行が設定する事務手数料の108円（税込）に、利用するATMの設置元所定の手数料の合算額となる |
| 秋田銀行                            | JCB                  | Only Oneデビット<JCB>                                    | 1,080（税込）、家族カード発行者は1枚あたり432円（税込）加算                            | 不明                                      | 不明       |                        | Apple Pay対応。Google Pay対応。 - 初年度の年会費は無料 - 一般カードは、利用状況などにより年会費の減免を行う |
| 沖縄銀行                            | JCB                  | おきぎんJCB デビット                                     | 本会員500（家族会員250）                                                               | 不明                                      | 不明       |                        | Apple Pay対応。Google Pay対応。 |
| 名古屋銀行 、名古屋カード           | JCB                  | めいぎんJCBデビット                                      | 本会員1,080（家族会員540）                                                             | 不明                                      | 不明       |                        | Apple Pay対応。Google Pay対応。 |
| 熊本銀行                            | JCB                  | Debit＋                                                  | 一般本会員1,350（家族会員432）/ゴールド10,800                                          | 不明                                      | 不明       |                        | Apple Pay対応。Google Pay対応。 |
| 十八親和銀行                        | JCB                  | Debit+                                                   | 一般1,250+税/ゴールド10,000+税                                                         | 不明                                      | 不明       |                        | Apple Pay対応。Google Pay対応。 |
| 三菱UFJ銀行                         | JCB                  | 三菱UFJデビット（JCB）                                   | 無料                                                                                   | 不明                                      | 不明       |                        | Apple Pay対応。Google Pay対応。 |
| 京都銀行                            | JCB                  | 京銀JCBデビット                                          | 本会員1,250+税/家族会員400+税                                                          | 不明                                      | 不明       |                        | Apple Pay対応。Google Pay対応。 |
| 十六銀行                            | JCB                  | じゅうろくJCBデビット                                    | 1,080                                                                                  | 不明                                      | 不明       |                        | Apple Pay対応。Google Pay対応。 |
| 池田泉州銀行 、池田泉州JCB          | JCB                  | 池田泉州デビット（JCB）                                  | 本会員1,000/家族会員400                                                                | 不明                                      | 不明       |                        | Apple Pay対応。Google Pay対応。 |
| 中国銀行                            | JCB                  | ドリーミーデビットカード＜JCB＞                          | 本会員1,250/家族会員400                                                                | 不明                                      | 不明       |                        | Apple Pay対応。Google Pay対応。 |
| 中国銀行                            | JCB                  | ちゅうぎんJCBビジネスデビット                            | 無料                                                                                   | 不明                                      | 不明       |                        | |
| 広島銀行                            | JCB                  | HIROGIN Debit                                            | 一般1,250/ゴールド10,000                                                               | 不明                                      | 不明       |                        | Apple Pay対応。Google Pay対応。 |
| 八十二銀行                          | JCB                  | 82Debit<JCB>                                             | 本会員1,350                                                                            | 不明                                      | 不明       |                        | Apple Pay対応。Google Pay対応。 |
| 鹿児島銀行                          | JCB                  | かぎんJCBデビット                                        | 本会員1,250/家族会員400                                                                | 不明                                      | 不明       |                        | Apple Pay対応。Google Pay対応。 |
| 阿波銀行                            | JCB                  | あわぎんJCBデビット                                      | 1,000+税                                                                               | 不明                                      | 不明       |                        | Apple Pay対応。Google Pay対応。 |
| 北陸銀行、北陸カード                | JCB                  | ほくぎんJCBビジネスデビット                              | 不明                                                                                   | 不明                                      | 不明       |                        | |
| 栃木銀行                            | JCB                  | とちぎんJCBデビット                                      | 不明                                                                                   | 不明                                      | 不明       |                        | Apple Pay対応。Google Pay対応。 |
| 肥後銀行                            | JCB                  | 肥後銀行JCBデビットカード                                | 契約や条件による                                                                       | 不明                                      | 不明       |                        | Apple Pay対応。Google Pay対応。 |
| 佐賀銀行                            | JCB                  | さぎんJCBデビット                                        | 契約や条件による                                                                       | 3.000                                     | 不明       |                        | Apple Pay対応。Google Pay対応。 |
| みんなの銀行                        | JCB                  | Debit Card                                               | 無料                                                                                   | 不明                                      | 不明       |                        | みんなの銀行スマートフォンアプリから発行できるカードレスのデビットカード。プラスチックカードの発行あり。Apple Pay対応。Google Pay対応。 |
| auじぶん銀行                        | JCB                  | じぶん銀行スマホデビット                                 | 無料                                                                                   | 3.000                                     | あり       |                        | じぶん銀行スマートフォンアプリから発行できるカードレスのデビットカード。プラスチックカードの発行なし。Apple Pay対応。Google Pay対応。 |
| 山形銀行                            | JCB                  | ＜やまぎん＞デビットJCB                                  | 契約や条件による                                                                       | 不明                                      | 不明       |                        | |
| 群馬銀行                            | JCB                  | ぐんぎんJCBデビット                                      | 無料                                                                                   | 不明                                      | 不明       |                        | JCBコンタクトレス機能搭載。 |
| 第四北越銀行                        | JCB                  | 第四北越JCBデビット                                      | 無料                                                                                   | 不明                                      | 不明       |                        | JCBコンタクトレス機能搭載。 |
| 山陰合同銀行                        | JCB                  | ごうぎんJCBデビット                                      | 一般・ゴールド家族1人目 無料/ゴールド本会員 11,000/ゴールド家族2人目以降 1,100         | 不明                                      | 不明       |                        | JCBコンタクトレス機能搭載。 |
| 住信SBIネット銀行                   | Mastercard           | デビットカード（Mastercard）                             | 契約による                                                                             | 不明                                      | あり       |                        | MasterCardコンタクトレス機能搭載。法人口座の場合でも申し込み可能。JR東海、JR西日本、JR九州のスマートEXの決済手段に対応。Apple Pay対応。Google Pay対応。 |
| トマト銀行                          | Mastercard           | トマト Mastercardデビット                                | 1,000+税                                                                               | 不明                                      | 不明       |                        | MasterCardコンタクトレス機能搭載 |
| 楽天銀行                            | Mastercard           | 楽天銀行デビットカード(Mastercard)                       | 無料                                                                                   | 不明                                      | 不明       |                        | MasterCardコンタクトレス機能搭載 |
| GMOあおぞらネット銀行               | Mastercard           | Masterプラチナデビット付キャッシュカード                 | 3,300                                                                                  | 3.02                                      | あり       | なし                   | MasterCardコンタクトレス機能搭載 |
| 中国銀行（在日拠点）                | 銀聯(Union Pay)      | 銀聯デビットカード                                       | 1,100円                                                                                | 1.0（中国大陸） 2.0（他の国、地域）       | 不明       |                        | |
| 中国建設銀行東京支店                | 銀聯(Union Pay)      | 建設銀行UnionPayデビットカード                           | 1,000円                                                                                | 不明                                      | 不明       |                        | |

#### サービス提供終了した日本の国際ブランドのデビットカード
| 発行者         | ブランド（決済機構） | カード名称                                                | 年会費(円) | 国外取扱事務手数料(%) | 3Dセキュア | 審査 | その他 |
| -------------- | -------------------- | --------------------------------------------------------- | ---------- | --------------------- | ---------- | ---- | --- |
| 東京スター銀行 | MasterCard           | 東京スター MasterCard デビットカード                      | 無料       |                       |            | なし | |
| ゆうちょ銀行   | Visa                 | ゆうちょ Visa デビットカード（プリペイド機能つき） mijica | 無料       | 4.0                   | あり       | なし | プリペイドカードmijicaに、2019年1月28日からデビットチャージ機能・Visa Contactless・1回あたりの利用上限額設定・ICチップ・海外ATM出金が追加される。Google Playやニンテンドープリペイドなどのネット上の電子マネーのチャージには使えない場合があることには注意を要する。2022年7月31日、サービス終了 |

#### J-Debit
1999年に富士銀行が代表幹事となり、NTTデータ・ジェイティービー・郵便貯金・大垣共立銀行・東京相和銀行などと共同で日本デビットカード推進協議会が設立され、2000年3月より「J-Debit（ジェイデビット）」が提供されている。同協議会に加盟する金融機関のキャッシュカード（2011年時点で約4億枚）をデビットカードとみなし、Maestroなどと同じく、PINパッドにキャッシュカードの暗証番号を入力することで預金口座から資金が即時引落される仕組みである。引落時の科目欄には「カード」「Jデビット」「JD」・摘要欄には「加盟店のカナ表記」が記帳される。
金融ビッグバンの一つとして普及が期待され、ジェイティービー・家電量販店各社・マツモトキヨシ・eコレクト・国内生保（初回保険料支払い）・クレピコ（タクシー車載の信用照会端末）や、郵便貯金・すべての都市銀行・第二地方銀行・信用金庫・労働金庫・JAバンク、殆どの地方銀行・信託銀行で2000年より順次利用可能となっているが、大手行のうち東京三菱銀行・三菱信託銀行・日本信託銀行とあおぞら銀行は当初は参加せず利用不可であった（2016年時点で三菱UFJ銀行はセキュリティタイプICカードおよびディズニーデザイン以外は利用可能、三菱UFJ信託銀行とあおぞら銀行は利用不可。また、北海道全域と徳島県の一部の農業協同組合や小規模な漁業協同組合、職域・民族系信用協同組合、2000年以降設立された新たな形態の銀行（ネット系や流通系）で利用できない機関が多い）。
利用金融機関によってはJ-Debit取引歴を優遇サービスに加点したり、不正使用保険を付帯しているところもある。
CAFISを使用するため、対応する信用照会端末を有するクレジットカード加盟店は、J-Debitの加盟店を契約締結することで同時に取り扱うことが可能となっている。また、引落口座→金融機関間決済→売上金入金までが最短3営業日であり、アクワイアラーを経由するクレジットカードやブランドデビットカードより入金が早く加盟店手数料が抑えられている傾向から、ポイントカードでは現金払いに準じた還元率としているケースが多い。
利用可能時間は各金融機関に委ねられており、利用者側の利用時間はおおむねコンビニATMの引出可能時間と同一となっている。利用にあたっては、コアタイムが設けられており、基本的には最低限使える時間帯の取り決めはなされているため、通常は、全国キャッシュサービスの稼働時間帯は最低限利用可能であるが、引落口座もしくは加盟店一方の金融機関がメンテナンスで勘定系システムを停止すると日中でも利用不可となることがある。
対応するキャッシュカードをそのままデビットカードとしているため、利用者の年齢・属性に制約がない（家族以外の第三者が使用すると不正引出とみなされる）。ただし、2006年ごろより不正引出抑制から1日の引出限度額（50-100万円程度）にJ-Debitの利用可能額が内包されるようになったため、保険料支払いなどクレジットカードでは扱えない高額決済を希望する場合は金融機関の窓口で引出限度額の引き上げで対応する必要がある。また、このときより日本でもブランドデビットカードが上市し始めたことで、取扱総額は2005年の8016億円を頂点に減少傾向にある。
日本デビットカード推進協議会では定期的にキャンペーンを実施しているが、加盟店数は約45万店で頭打ちとなっている。クレジットカードや電子マネーに比べ利用率は低い。

#### ローソン
コンビニエンスストアのローソンの日本国内の店舗では、もともとJ-Debit加盟店として日本デビットカード推進協議会加盟の全金融機関発行のキャッシュカードを扱うつもりだったが、加盟金融機関へ支払う手数料率などの諸問題で実現せず、その手数料率などの問題をクリアした以下の金融機関と個別に提携し、2001年のPOSレジ更新時よりPINパッドを備えつけて取扱を開始している。そのためローソンでは単にデビットカードと案内している。

##### 利用可能な金融機関
- ゆうちょ銀行
- 東和銀行
- 全国の信用金庫

##### 取り扱いを終了した金融機関
- 大垣共立銀行 - 2017年2月28日に取扱終了
- 西京銀行 - 2018年11月末日現在で取扱終了済み
- 島根銀行

### フィリピン
- EON - VISAエレクトロンと提携

### 中国大陸
中国大陸ではデビットカードがほぼ全人口に普及している。銀聯はクレジットとデビットの2つを提供、世界各地に加盟店を増やしており、そのネットワークと取扱高から「新たな国際ブランド」との呼び声が高い。ただ、日常場面における支払い手段という点ではQRコード決済が世界でもっとも普及しており、Alipay、微信支付の発展がめざましい。
- 銀聯（Union Pay） - デビットだけで本土人口を遥かに超える57億枚を発行（2016年12月末）。中国内取扱高72兆9,000億人民元（約9兆2,665億ユーロ）（クレジットを含む）[20][21]。

### 台湾
- Smart Pay - 北海道銀行との提携により、日本の一部加盟店、ATMでも利用可能。